# Gouvernement Doté III
Le Gouvernement Doté 3 est le gouvernement de la République centrafricaine de la publication du décret présidentiel  du 2 septembre 2006, jusqu’à la nomination du Gouvernement Touadéra 1, le 28 janvier 2008. Ce gouvernement est nommé par le Président François Bozizé.

## Composition
Le gouvernement Doté 3 est composé de 25 membres, dont le premier ministre, 2 ministres d’État, 18 ministres et 4 ministres délégués.

### Premier ministre
- Premier ministre, chef du Gouvernement, Ministre des Finances et du Budget : Élie Doté

### Ministres d’État
- 1. Ministre d'État de la Communication, de la Réconciliation Nationale, à la Culture Démocratique et à la Promotion des droits de l'Homme: Abdou Karim Mekassoua
- 2. Ministre d'État au Développement rural: Charles Massi

### Ministres
- 3. Ministre de la Défense nationale, des Anciens combattants, des Victimes de guerre, du Désarmement et de la Restructuration de l'Armée: le Général d'Armée François Bozizé, Chef de l’État
- 4. Ministre des Affaires Étrangères, de l'Intégration Régionale et de la Francophonie: Côme Zoumara
- 5. Ministre des Mines et de l'Énergie: Commandant Sylvain N'doutingaï
- 6. Ministre de l'Intérieur et de la Sécurité Publique: Lieutenant-colonel Michel Sallé
- 7. Ministre des Affaires Sociales: Marie Solange Pagonendji-Ndakala
- 8. Ministre de la Fonction Publique: Jacques Boti
- 9. Ministre de la Jeunesse, des Sports: Désiré Kolingba
- 10. Ministre de la Santé Publique et de la population: Dr Lala Konamna
- 11. Ministre de l'Équipement et du désenclavement: Jean-Prosper Wodobodé
- 12. Ministre de la Justice: Paul Otto
- 13. Ministre de l'Éducation Nationale: Charles-Armel Doubane
- 14. Ministre de l'Économie, du Plan et de la Coopération Internationale: Sylvain Maliko
- 15. Ministre du Commerce, de l'Industrie et des PME: Rosalie Koudounguere
- 16. Ministre aux Eaux, Forêts, Chasses et Pêche, chargé de l'Environnement: Emmanuel Bizzo
- 17. Ministre de la Reconstruction des Édifices Publics, de l'Urbanisme et du Logement: Timoléon Mbaïkoua
- 18. Ministre chargé du Secrétariat général du gouvernement et des Relations avec le Parlement: Laurent N'gon-Baba
- 19. Ministre des Postes et Télécommunications, chargé des Nouvelles technologies: Fidèle Gouandjika
- 20. Ministre du Développement du Tourisme et de l'Artisanat: Mme Yvonne Mboïssona

### Ministres délégués
- 21. Ministre délégué auprès du ministre des Finances: Nicolas Nganzé Doukou
- 22. Ministre délégué auprès du Premier ministre, porte-parole du gouvernement : Aurélien-Simplice Zingas
- 23. Ministre délégué auprès du ministre d'État chargé de l'agriculture: Dr David Banzokou
- 24. Ministre délégué auprès du ministre des Affaires Étrangères, de l'Intégration Régionale et de la Francophonie: Marie-Reine Hassen